# Acacia heteroclita
Acacia heteroclita é uma espécie de leguminosa do gênero Acacia, pertencente à família Fabaceae.